# Phytoliriomyza variegata
Phytoliriomyza variegata este o specie de muște din genul Phytoliriomyza, familia Agromyzidae. A fost descrisă pentru prima dată de Johann Wilhelm Meigen în anul 1830. Conform Catalogue of Life specia Phytoliriomyza variegata nu are subspecii cunoscute.